# 蜷川就之
蜷川 就之（にながわ なりゆき）は、江戸時代前期の武士。毛利氏の家臣で、長州藩士。諱は就言（なりのぶ）とも。

## 生涯
元和8年（1622年）、長州藩士の蜷川元勝の子として生まれる。
寛永4年（1627年）に父・元勝が死去したため、寛永6年（1629年）10月28日に父の譲状に従って200石の知行地と家督を相続した。寛永9年（1632年）8月1日に元服し、毛利秀就から「右衛門佐」の官途名と「就」の偏諱を与えられ、「就之（または就言）」と名乗る。
貞享2年（1685年）4月24日に64歳で死去した。子の親賢（百合作、新九郎、権左衛門）が跡を継いだ。